# Alburnoides
Az Alburnoides a sugarasúszójú halak (Actinopterygii) osztályának pontyalakúak (Cypriniformes) rendjébe, ezen belül a pontyfélék (Cyprinidae) családjába tartozó nem.

## Rendszerezés
A nembe az alábbi 34 faj tartozik:
- sujtásos küsz (Alburnoides bipunctatus) (Bloch, 1782)
- Alburnoides coadi Mousavi-Sabet, Vatandoust & Doadrio, 2015
- Alburnoides devolli Bogutskaya, Zupan?i? & Naseka, 2010
- Alburnoides economoui Barbieri, Vuki?, Sanda & Zogaris, 2017
- Alburnoides eichwaldii (De Filippi, 1863)
- Alburnoides emineae Turan, Kaya, Ekmekçi & Do?an, 2014
- Alburnoides fangfangae Bogutskaya, Zupan?i? & Naseka, 2010
- Alburnoides fasciatus (Nordmann, 1840)
- Alburnoides freyhofi Turan, Kaya, Bayçelebi, Bekta? & Ekmekçi, 2017
- Alburnoides gmelini Bogutskaya & Coad, 2009
- Alburnoides holciki Coad & Bogutskaya, 2012
- Alburnoides idignensis Bogutskaya & Coad, 2009
- Alburnoides kosswigi Turan, Kaya, Bayçelebi, Bekta? & Ekmekçi, 2017
- Alburnoides kubanicus Banarescu, 1964
- Alburnoides kurui Turan, Kaya, Bayçelebi, Bekta? & Ekmekçi, 2017
- Alburnoides maculatus (Kessler, 1859) - típusfaj
- Alburnoides manyasensis Turan, Ekmekçi, Kaya & Güçlü, 2013
- Alburnoides namaki Bogutskaya & Coad, 2009
- Alburnoides nicolausi Bogutskaya & Coad, 2009
- Alburnoides oblongus Bulgakov, 1923
- Alburnoides ohridanus (Karaman, 1928)
- Alburnoides parhami Mousavi-Sabet, Vatandoust & Doadrio, 2015
- Alburnoides petrubanarescui Bogutskaya & Coad, 2009
- Alburnoides prespensis (Karaman, 1924)
- Alburnoides qanati Coad & Bogutskaya, 2009
- Alburnoides recepi Turan, Kaya, Ekmekçi & Do?an, 2014
- Alburnoides rossicus Berg, 1924
- Alburnoides samiii Mousavi-Sabet, Vatandoust & Doadrio, 2015
- Alburnoides strymonicus Chichkoff, 1940
- Alburnoides tabarestanensis Mousavi-Sabet, Anvarifar & Azizi, 2015
- Alburnoides taeniatus (Kessler, 1874)
- Alburnoides thessalicus Stephanidis, 1950
- Alburnoides varentsovi Bogutskaya & Coad, 2009
- Alburnoides velioglui Turan, Kaya, Ekmekçi & Do?an, 2014